# 蕭益
蕭益，五代十国时南漢官员。

## 生平
蕭益是南梁昭明太子蕭統的後裔，曾祖蕭悟曾為大理司直；祖父蕭倣中進士，歷任諫議大夫、兵部尚書、同平章事等職務；父親蕭徵官至祕書監。高祖劉龑即位，以蕭益世家顯赫提拔錄用；大有年間擔任崇文使。當時矯公羨和楊廷藝前將領吳權舉兵爭奪交州，矯公羨差遣使節賄賂蕭益，希望劉龑出師。劉龑以萬王劉弘操統兵救矯公羨，劉龑自己統兵屯駐海門聲援，問蕭益策略；他回應：「現在大雨，海路險阻，吳權不可以忽視。大軍應該持重，採用嚮導前進，否則不能收兵。」劉龑不聽他的建議，結果吳權誅殺矯公羨，劉弘操全軍覆沒，才令劉龑回想蕭益的策略，急忙撤退。
劉龑病重時，和右僕射王翷計劃讓殤帝劉玢和中宗劉晟出鎮，立越王劉弘昌為太子。蕭益問疾劉龑，劉龑告訴他此計畫，更命他籌畫行動；蕭益勸諫立嫡是古今通行制度，立少子會令長者爭位，而且二王在外、兵力集中在他們身上，如果他們反叛，國家將禍不單行。於是劉龑停止計劃，之後蕭益在史書中失去記載。據蕭益曾孫蕭摠的墓誌，蕭益官至起居舍人。

## 家庭
子：蕭漼，南漢、北宋官員